# IV Corpo Panzer
O IV Corpo Panzer foi um Corpo de Exército da Alemanha durante a Segunda Guerra Mundial tendo curto tempo de operação, sendo designado Corpo Panzer Feldherrnhalle em 27 de Novembro de 1944.

## Comandantes
- General der Panzertruppen Ulrich Kleeman   (10 Outubro 1944 - 27 Novembro 1944)[3]

## Área de Operações
- Hungria (Outubro 1944 - Novembro 1944)[3]

## Ordem de Batalha
- Arko 404[3]
- Korps-Nachrichten Abteilung 44
- Korps-Nachschub Truppen 404